# ラトコ・ヤネフ

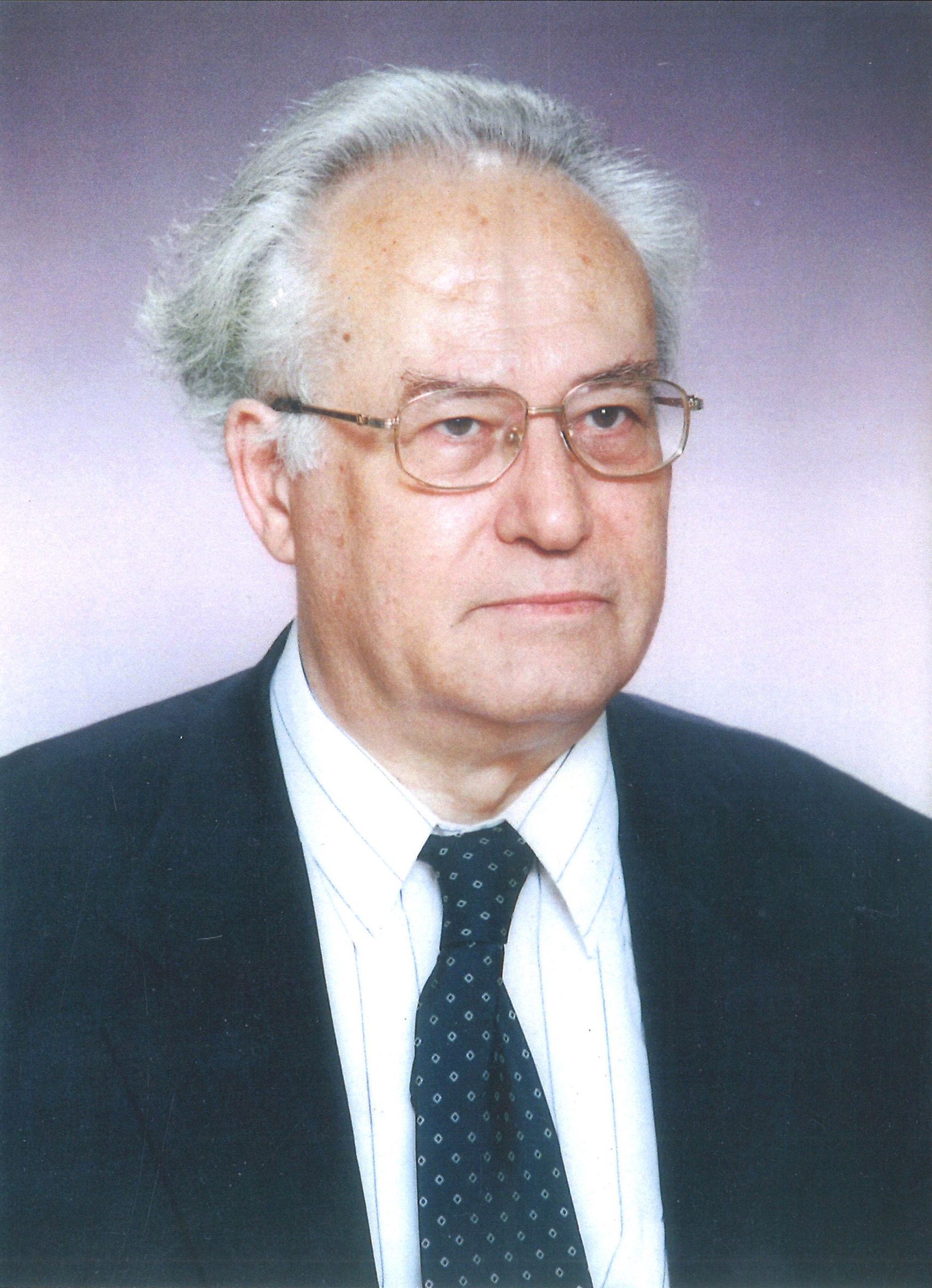
ラトコ・ヤネフ

ラトコ・ヤネフ（マケドニア語: Ратко Јанев、1939年3月30日 - 2019年12月31日）は、ユーゴスラビアおよびセルビアの原子物理学者であり、 マケドニア科学技術アカデミーに在籍していた。 

## 生涯
ラトコ・ヤネフは1939年3月30日にブルガリアのスヴェティ・ブラチに生まれた。青年時代にユーゴスラビアに移り、1957年にスコピエ高校を卒業した後、1968年にベオグラード大学で博士号を取得。1965年以降はヴィンチャ（英語: Vinča）にあるボリス・キドリッチ核科学研究所（英語: Vinča Nuclear Institute）に所属した。1986年からは、ウィーンにある国際原子力機関の原子分子ユニットのセクション長を勤めた。 
1972年に、スコピエ大学の核物理学の非常勤教授およびベオグラード大学の理論物理学の教授を兼任した。2002年から2004年までの間、ドイツのユーリッヒ研究センターのプラズマ物理学部門に席をおいていた。 
マケドニア科学技術アカデミーに在籍していたヤネフは 、2004年に、研究センターと共同で行った核融合炉の低温境界層プラズマの理解に関するプロジェクト「核融合エッジ/ダイバータプラズマのモデリングと診断」（英語: Modelling and Diagnostics of Fusion Edge/divertor plasma）において、アレクサンダー・フォン・フンボルト財団による研究賞を受賞した。 

## 刊行物
- S. B. Zhang, J. G. Wang, and R. K. Janev, Phys. Rev. Lett. 104, 023203 (2010).
- Y. K. Yang, Y. Wu, Y. Z. Qu, J. G. Wang, R. K. Janev, and S. B. Zhang, Phys. Lett. A 383, 1929 (2019).
- J. Li, S. B. Zhang, B. J. Ye, J. G. Wang, and R. K. Janev, Physics of Plasmas 23, 123511 (2016).
- R. K. Janev, S. B. Zhang, and J. G. Wang, Matter and Radiation at Extremes 1, 237 (2016).
- R. K. Janev, Atomic and molecular processes in fusion edge plasmas (Springer Science, 2013).
- S. L. Zeng, L. Liu, J. G. Wang, and R. K. Janev, Journal of Physics B-Atomic Molecular and Optical Physics 41, 135202 (2008).
- Y. Y. Qi, J. G. Wang, and R. K. Janev, Phys. Rev. A 78, 062511 (2008).
- "Atomska fizika" (Atomic physics), 1972
- (with L. Presnyakow and W.Schewelko): " Physics of highly charged ions", 1985
- (with Detlev Reiter): "Unified analytic representation of hydrocarbon impurity collision cross sections", in: Journal of Nuclear Materials, in 2003
- "Atomska fizika" (Atomic physics), MANU, Skopje, 2012.
- Atomic_and_plasma_material_interaction https://books.google.com/books/about/Atomic_and_plasma_material_interaction_p.html?id=rSNRAAAAMAAJ&redir_esc=y
- Collision Processes of Hydrocarbon Species in Hydrogen Plasmas https://www.amazon.co.uk/Collision-Processes-Hydrocarbon-Species-Hydrogen/dp/B0019T6NK2/ref=sr_1_2?s=books&ie=UTF8&qid=1349889726&sr=1-2

## 参照資料
- Enciklopedija Jugoslavije 、2nd Ed、Volume 5